# Classe mista
Classe mista (en España: Jaimito el tocón y la profe cañón, y en Argentina: Las colegialas quieren aprender). Es una comedia italiana de 1976, dirigida por Mariano Laurenti y protagonizada por Dagmar Lassander.

## Sinopsis
Tonino es un estudiante de secundaria, enamorado de la nueva profesora de letras, la Sra. Moretti. Un día Tonino y la maestra son secuestrados y encerrados en un trullo, donde consuman su amor. Más tarde, Moretti es trasladada a Roma, y una nueva y hermosa maestra es asignada a la clase de Tonino.

## Reparto
- Femi Benussi - Tía Tecla
- Alfredo Pea - Tonino Licata
- Dagmar Lassander - Carla Moretti
- Mario Carotenuto - Felice Licata
- Gianfranco D'Angelo - Ciccio, el conserje
- Gabriele Di Giulio - Salvatore Scognamiglio
- Alvaro Vitali - Angelino Zampanò
- Patrizia Webley - Profesora De Santis
- Michele Gammino - Profesor Finocchiaro
- Fiammetta Baralla - Profesora Gina Zucca

## Comentarios
La película estuvo prohibida en Argentina entre 1976 y 1981. El filme se estrenó en el país en enero de 1982, bajo el nombre Las colegialas quieren aprender.

## Críticas
La revista La Semana, de Buenos Aires, en su edición del 14 de enero de 1982 comentó la película en forma lapidaria: "Engañoso título: son los colegiales, en realidad, quienes aparecen aquí ávidos por aprender todo lo referente a la anatomía de su flamante profesora. Hay un estudiante romántico, otros algo más ardientes, una tía viuda e inquietante, chistes de grueso calibre, miradas furtivas por el ojo de la cerradura, desnudos prolijamente recortados por la censura y un desenlace que se ve venir de entrada. Todo en colores chillones, con actores de cuarta y en una copia como para llorar. La gracia y la picardía faltaron sin aviso. En suma: un mamarracho irreparable, aburridísimo."